# Tarzan et le Lion d'or (film)
Pour plus de détails, voir Fiche technique et Distribution.
Tarzan et le Lion d'or (Tarzan and the Golden Lion) est une adaptation cinématographique du roman éponyme d'Edgar Rice Burroughs publié en 1922. Sorti en 1927, le film présente la particularité d'avoir pour vedette James Pierce, le propre gendre d’Edgar Rice Burroughs. Convaincu par Edgar Rice Burroughs de jouer Tarzan, Pierce abandonna à Gary Cooper le rôle d'aviateur qu'on lui avait proposé pour le film Les Ailes. Quoique bien reçu par le public, le film fut éreinté par la critique,.

## Synopsis
Tarzan se lance à la recherche d'une mystérieuse cité des diamants pour sauver la nièce de Jane, enlevée par des trafiquants.

## Fiche technique
- Réalisation : J.P. McGowan
- Producteur : Edwin C. King
- Photographie : Joseph Walker
- Scénario et adaptation (d’après une nouvelle d'Edgar Rice Burroughs) : William E. Wing
- Directeur adjoint : Mack V. Wright
- Musique : 	Serge Bromberg
- Producteur exécutif : Joseph P. Kennedy
- Distributeur : Film Booking Offices of America (FBO)

## Distribution
- James Pierce : Tarzan
- Frederick Peters : Esteban Miranda
- Edna Murphy : Betty Greystoke
- Harold Goodwin : Jack Bradley
- Dorothy Dunbar : Lady Greystoke
- D'Arcy Corrigan : Weesimbo
- Boris Karloff : Owaza
- Robert Bolder : John Peebles
- Arvert Pott
- Mahlon Potts